# Бабак Володимир Миколайович
Бабак Володимир Миколайович — український художник. Створює твори в галузі станкового живопису. З 1976 р. член Національної спілки художників
Митець народився 7.10.1946 року в м. Прилуки Чернігівської області. В 1972 р. закінчив Київський державний художній інститут. Де навчався під керівництвом Шаталіна В. і Яблонської. Активну участь у виставках бере з 1971 року.

## Основні твори
«Мій сучасник» (1971), «Нафта Чернігівщини», «У с. Чернухі», «Перший політ Уточкіна» (1972), «Десантник» (1973), "Портрет технолога Ю . Короткого", "На Чернігівщині" (1974), «Після зміни», «Портрет художниці В. Новак» (1976), «Тяжіння землі»(1980), «Відкритість»(1989), «М.Булгаков. Повернення до Києва»(1995), «Натюрморт з калиною» (1998), живописна серія «Пейзажі Чернігівщини» (1990—2002 рр.)
Мистецькі роботи художника зберігаються в художніх музеях таких міст України, як Чернігів, Запоріжжя та Львів.